# Китана
Китана (англ. Kitana) — персонаж из серии игр Mortal Kombat.

## История

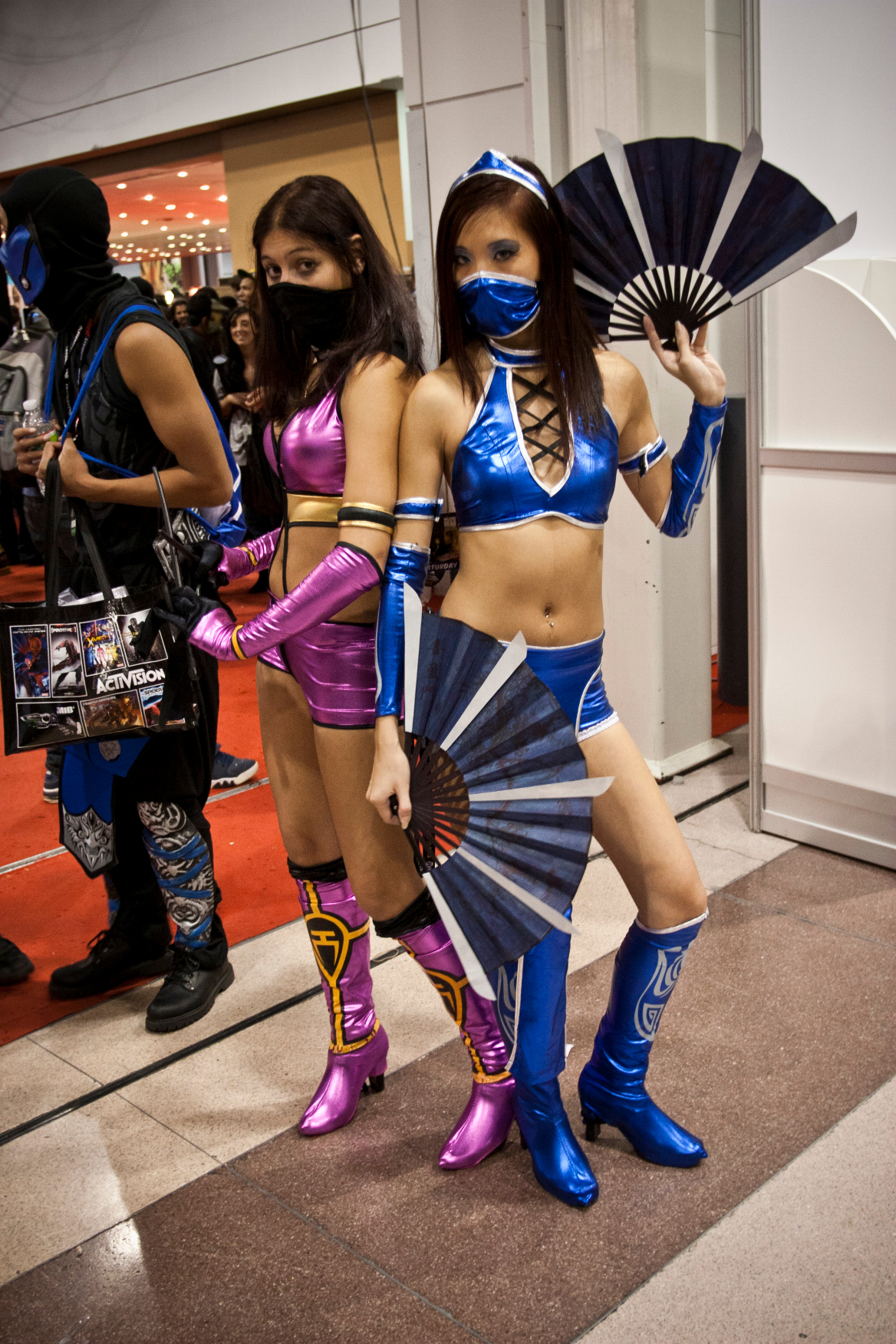
Косплей

### Оригинальная хронология
Долгие годы Китана работала в качестве одного из личных ассасинов императора Внешнего Мира Шао Кана, которого она на тот момент считала своим настоящим отцом. Но незадолго перед проведением турнира во Внешнем Мире она узнала всю правду о своём происхождении. Оказалось, что она была дочерью короля Джеррода и королевы Синдел, которые правили миром под названием Эдения. Но Шао Кан вторгся и уничтожил всю Эдению. Король Джеррод был убит тоже им, Синдел Шао Кан взял в жёны, а Китану удочерил. Через некоторое время Синдел, не вынеся мысли о том, что ей придётся жить с тираном, который отнял у неё и семью и собственный мир, покончила жизнь самоубийством. Под руководством Шао Кана, Китана выросла верным воином Императора и была обучена, в качестве убийцы. Вместе с ней работала её сестра Милина, которая на самом деле была неудачным клоном принцессы, созданная Шан Цзуном из за того что он смешал кровь Китаны и Таркатана, и её лучшая подруга — Джейд.
Узнав правду о своём происхождении, Китана, как того и опасался Шао Кан, поклялась отомстить ему за всё то зло, что он причинил Эдении и её семье. Сразу наносить по нему удар было опасно, поэтому Китана решила продолжить притворяться послушным Ассасином императора Внешнего мира, ожидая удобного момента, для нанесения удара. Шанс начать действовать представился ей, когда Шао Кан и Шан Цзун, после победы земных воинов на десятом турнире Смертельной Битве, организовали турнир во Внешнем Мире и заманили туда землян. Китана выступала на стороне Внешнего Мира, но в это же время тайно начала контакт с землянами. Один из этих разговоров был подслушан её сводной сестрой Милиной. Она попыталась атаковать принцессу, но Китане в поединке удалось убить её.
По окончании турнира бойцам с Земли удалось сбежать из Внешнего Мира. Китана также успешно ушла от войск Шао Кана и бежала в Земное Царство. Шао Кан послал за ней Рептилию и Джейд. При том Джейд он дал указания вернуть принцессу живой, а Рептилии приказал остановить Китану любой ценой, даже если придётся её убить. Китане удалось уговорить Джейд присоединиться к ней в борьбе против Шао Кана и вдвоём им удалось отбить атаку Рептилии. Узнав о воскрешении королевы Синдел, Китана решила во что бы то ни стало заставить свою мать вспомнить о прошлом и восстать против Шао Кана. Объединившись вместе с другими земными воинами, она напала на крепость Шао Кана. При помощи Джейд, которая успешно отвлекла Синдел, Китане удалось снять с неё чары, и та перешла на сторону своей дочери. После победы над Шао Каном, не только Земное Царство вернуло себе свободу, но и Эдения. Перед возвращением в свой, теперь свободный мир, Китана отблагодарила земных воинов. Синдел заняла полноправный пост королевы этой реальности и вместе с Китаной стала восстанавливать всё, что было разрушено Шао Каном за годы его безжалостного правления.
Китана начала налаживать мирную жизнь в Эдении и Внешнем Мир. При помощи вернувшегося из изгнания принца шоканов, Горо, ей удалось заключить перемирие между шоканами и кентаврами. Но мир и покой в Эдении длились недолго. Изгнанный старший бог Шиннок, его главный колдун Куан Чи и их армия Тьмы, смогли попасть в Эдению из Преисподней, при помощи дочери посла Эдении в других мирах, Тани, и начать свой план по захвату Небес и уничтожению Старших Богов. Китана была заточена в тюрьму, но ей удалось довольно легко оттуда бежать при помощи воскрешённой Шинноком Милины. Она сама хотела победить Китану в бою и отомстить за свою смерть от рук принцессы. Вскоре атака Шиннока была отбита и Эдения вновь стала налаживать мирную жизнь. Китана сделала предложение Лю Кану править Эденией вместе с ней, но Лю Кан отказался, сказав, что его место на Земле в качестве чемпиона и защитника Земного Царства. Также, по возвращении в Эдению, Китана вновь столкнулась с Милиной. Она попыталась убить Китану, но Китана смогла отбить атаку. На сей раз она не стала убивать Милину, а заточила её в темницу.
После победы над Шинноком Китана решила положить конец остаткам империи Шао Кана, раз и навсегда. Для этого она объединила войска Эдении с армией шоканов, под руководством принца Горо. Вместе они нанесли предупредительный удар по армии Шао Кана, которой командовал предатель с Земли, Кано. Двум нациям почти удалось уничтожить армию диктатора, но произошла трагедия. В бою был убит принц Горо, подосланным Шао Каном Нуб Сайботом. Армия шоканов, оставшись без лидера, погрузилась в хаос. Но не только эденийский союз постигла потеря. Шао Кан был также убит неизвестными воинами. Его войска начали поспешное отступление. Войска Китаны одержали победу, но ужасной ценой для народа шоканов. Остатки войск Шао Кана отступили и похоже, что наступила новая эра мира для Эдении и Внешнего Мира. Китана решила вернуться в Эдению, но по дороге она встретила своего старого союзника — Кун Лао. Он рассказал ей о гибели Лю Кана и создании Смертельного Альянса. Тем временем, в разных уголках Внешнего Мира стали появляться уродливые живые мертвецы-солдаты, несущие знамёна Куан Чи и Шан Цзуна. Мечты Китаны о возвращении на родину, вновь были разбиты. Ей снова пришлось направить своих людей в бой против новой угрозы. Но в сражении её армия потерпела поражение от армии воскрешённых мертвецов и их заколдованного оружия. Китана решила, что чтобы уничтожить Смертельный Альянс ей понадобится тренировка. Вместе с Кун Лао она отправилась к мастеру Бо’Рай Чо, дав указанием своим командирам оставаться в лагере.
Пройдя тренировку, Китана вместе с Кун Лао присоединилась к земным воинам. Все вместе они отправились на битву со Смертельным Альянсом. К несчастью, даже её новые навыки не помогли ей. Китана была убита в битве Куан Чи. После уничтожения Смертельного Альянса во взрыве, устроенным Райдэном, она и все остальные земные воины, были воскрешены Королём Драконов Онагой. Своим заклятьем он сделал из них личную армию убийц. Он приказал им дожидаться встречи около Живого Леса. А после, Китана отправилась в Эдению, вместе с Онагой и его армией таркатанов. По приказу Короля Драконов, Синдел, была посажена в темницу. Китане было приказано охранять королеву, так как Онага знал, что Синдел не станет атаковать собственную дочь. К счастью, Джейд, тайно следившая за Онагой и Китаной, не побоялась вступить в сражение с принцессой. Ей удалось освободить Синдел и запереть Китану в камере. После чего они быстро сбежали из темницы, так как Китана подняла тревогу. Синдел и Джейд отправились во Внешний Мир, чтобы найти там способ уничтожить Онагу и освободить Китану из-под его влияния. В это время дух Лю Кана и освобождённый от контроля Шао Кана, Ермак, отправились спасать заколдованных земных воинов. Пока Ермак сдерживал атаки бывших воинов света, Лю Кан по-одному смог освободить их от заклятья Короля Драконов.
Будучи под контролем Онаги, Китана могла ощущать его мысли. Она узнала, что источником его силы являются шесть орудий старших богов — Камидогу. Также она чувствовала, что возвращение Онаги — это лишь прелюдия к намного более большому конфликту. По дороге в Эдению Китана встретила Блейза, который сказал ей, что её предчувствия верны и что Китана должна объединить силы света для грядущей битвы. Китана была очень расстроена этим и спросила Блейза, когда все эти битвы закончатся, на что огненный элементаль заверил её, что если всё пойдёт по плану, то все враги Эдении будут уничтожены. Китана выступила на стороне сил света в битве при пирамиде Аргуса и погибла, как и все остальные воины.

### Новая хронология
Принцессе Китане 10 тысяч лет и она мало что помнит о своих ранних годах. Её мать, королева Синдел, таинственно умерла много лет назад в Земном Царстве. Большую часть своей жизни она верно служила своему отцу, императору Внешнего Мира Шао Кану, в его бесконечных попытках захватить царства. Со своей ближайшей подругой, Джейд, Китана проводила в жизнь его жестокую волю. Но у неё есть ощущение, которое тяготит её…чувство, что жизнь, которую она знает, является обманом. В настоящий момент, Китана преданно трудится над тем, чтобы обеспечить победу Внешнего Мира в последнем турнире «Смертельная Битва». Если Китане случиться ослабить свою защиту, то она откроет, что земные оппоненты могут привести её к ответам на мучающие её вопросы.
Во время турнира «Смертельная Битва», Китана и Джейд служили, как одни из самых доверенных убийц Шао Кана. Они наблюдали за открытием турнира, стоя около трона Шан Цзуна. Позже Китана и Джейд пытаются остановить попытку бегства военнослужащей Сони Блейд с острова, но обе получают поражение. Ещё позднее Китана пытается убить Лю Кана, до того, как он достигнет финала состязания, но и на сей раз, она проигрывает бой. После его победы, Китана просит убить её за поражение, но Лю Канг отвечает ей, что она может свободно уйти и что он никому не скажет об их поединке. Напоследок он говорит, что надеется встретиться с ней при других обстоятельствах. После поражения Шан Цзуна, перед тем, как уйти в портал, Китана смотрит на Лю Кана.
После начала турнира во Внешнем Мире, Шао Кан посылает Китану разобраться с воинами Лин Куэй, которые нарушили границы его царства. Китана находит Смоука, но проигрывает ему бой. Во время сражения в рамках турнира, Китана сражается с Шаолиньским монахом. Она побеждает его, и монах просит убить его за поражение но, вспомнив свой диалог с Лю Каном, Китана отказывается это сделать. Разозлённый Шао Кан лично добивает воина, аккурат перед появлением Кибер Саб-Зиро, который потребовал дать ему возможность сразиться со Скорпионом. Из-за появления дерзкого воина, которого Китана должна была убить, она получает выговор от императора и её также ругает Джейд.
После ухода Джейд, в Пустошах появляется Райдэн с Джонни Кейджем и Смоуком. Разозлённая Китана провоцирует их на битву двое-против-одного, которую она выигрывает. Райдэн не позволяет ей добить побеждённых противников, и говорит ей что он и Лю Кан чувствуют, что Китана находится в конфликте с собой. Он подстрекает Китану отправиться в Ямы Плоти Шан Цзуна, чтобы узнать там истину. Китана соглашается это сделать и отправляется в лаборатории колдуна. Во время путешествия через Живой Лес, появляется Джейд, которая просит Китану послушаться приказа императора и повернуть обратно. Китана отказывается и вступает в бой со своей лучшей подругой. Этот бой Китана выигрывает и получает возможность продолжить свой путь.
В Ямах Плоти, Китана находит недавно созданную Милину, которая просыпается и называет её «сестрой». Ошарашенная, Китана называет Милину монстром и обе воительницы сражаются друг с другом. Китана побеждает своего клона, но тут же появляется Шан Цзун. Принцесса требует ответить ей, что здесь происходит, на что колдун лишь отвечает, что он «улучшает принцессу». Китана атакует кудесника и победив его, приводит к Шао Кану. Она рассказывает императору о мерзких экспериментах Шан Цзуна по созданию уродливых клонов и требует наказать колдуна. Но к её удивлению, Шао Кан поздравляет Шан Цзуна с успехом и рассказывает Китане правду о её происхождении. Оказывается её настоящий отец был убит Шао Каном много лет назад, а её родной мир, Эдения, стал частью Внешнего Мира. После этого Шао Кан требует отвести Китану прочь, чтобы позже её казнить и привести к нему его «настоящую дочь», Милину.
Китану заточают в Башню, куда некоторое время спустя удаётся пробраться Джейд. Китана просит Джейд обратиться за помощью к Райдэну, пока её тоже не схватили. Узнав от Джейд о том, где находится принцесса, Лю Кан и Кун Лао отправляются к ней на выручку, но попадают в ловушку. Китана была переведена из Башни в Колизей Шао Кана, где её должны будут казнить. Монахам удаётся выбраться из западни, и они отправляются в Колизей. Пока Кун Лао дерётся на турнире, Лю Кан спасает Китану из заточения. Вслед за этим он мстит Шао Кану за гибель Кун Лао и убивает императора. После этих событий Китана и Джейд присоединяются к воинам Райдэна.
Тем не менее, Шао Кан не умер. Куан Чи удалось восстановить его здоровье, а чуть погодя он также смог воскресить королеву Синдел. Из-за этого магическая защита, созданная благодаря самоубийству Синдел и не позволявшая Шао Кану ввести войска в Земное Царство, исчезла и Шао Кан начал полномасштабное вторжение. После гибели Мотаро от рук Райдэна Синдел предлагает завершить его работу и уничтожить земных воинов. Шао Кан забирает душу Шан Цзуна и усиливает ею Синдел. Королева атакует земных воинов в их штабе в Храме, сразу после того, как защитники Земного Царства успешно отбились от отряда кибервоинов Лин Куэй. Синдел одного за другим убивает сопротивленцев, и наконец, атакует свою дочь. Китана умоляет свою мать вспомнить времена, когда она правила Эденией до вторжения Шао Кана, но Синдел говорит, что после предательства Шао Кана и присоединения к сопротивлению Китана более ей не дочь. Она начинает вытягивать из принцессы жизненные силы, но завершить начатое ей не позволяет Ночной Волк, который вызывает Синдел на бой.
Ночной Волк уничтожает себя и Синдел, на глаза Райдэна и Лю Кана, вернувшихся от Старших Богов. Среди тел своих друзей, Лю находит умирающую Китану, которая говорит, что она хотела бы, чтобы они встретились при других обстоятельствах. Принцесса Китана умирает на руках у Лю Кана, что подталкивает Шаолиньского воина к бунту против своего наставника Райдэна. Тем временем, Райдэн в отчаянии решает заключить союз с Куан Чи, чтобы победить Шао Кана. Он предлагает свою душу и души своих воинов. Но Куан Чи говорит ему, что он уже заключил сделку с императором и, согласно её условиям, все души воинов погибших во время конфликта между Землёй и Внешним Миром, уже являются его собственностью. Куан Чи призывает души своих новых рабов, среди которых оказывается и Китана. Некромант натравливает Китану, Ночного Волка и Кун Лао на бога грома, но тому удаётся их победить и уйти из Преисподней.
Китана, вместе с остальными ревенантами принимает участие в атаке Шиннока и Куан Чи на Небесный Храм. Но после поражения Шиннока, отступает обратно в Преисподнюю. Несколько лет спустя, Китана обезглавливает демона Молоха, по приказу Куан Чи.
Ещё какое-то время спустя, Китана всё ещё является ревенантом на службе у Куан Чи. Вместе, с Лю Каном и Кун Лао, она является частью его основного отряда убийц. Джакс, который также был ревенантом и позже был воскрешён, с негодованием отмечает, что Китане нравится быть ревенантом, что она сама подтверждает во время одной из битв. После гибели Куан Чи и возвращения Шиннока, она, вместе с Лю Каном, Кун Лао и Синдел атакуют Небесный Храм, чтобы позволить Шинноку захватить энергию Земного Царства Джинсей. Все вместе ревенанты атакуют Бо’Рай Чо и избивают Райдэна. Позже они сражаются против отряда Кэсси Кейдж. Джэки Бриггс и Такэде Такахаси удаётся сдержать их, чтобы дать Кэсси Кейдж и Кун Цзиню победить Ди’Вору и Шиннока. После поражения Шиннока, ревенанты возвращаются в Преисподнюю.
Через какое-то время Лю Кан и Китана становятся правителями этой реальности, и им наносит визит Райдэн, который был отравлен злом Шиннока во время спасения Дзинсэй. Он отдаёт им отрезанную голову живого Шиннока, в качестве предупреждения, чтобы они не смели и думать о нападении на Земное Царство…

## Критика и отзывы
1. Китана занимает 40 место в списке 50 величайших женских персонажей в истории видеоигр (англ. The 50-Greatest Female Characters in the History of Video Games)[2]
2. Китана и Милина получили 7 место в списке «10 самые-самые фантастические близнецы» журнала «Мир Фантастики», назвав их противостояние женским аналогом борьбы Скорпиона и Саб-Зиро[3].
3. Персонажи заняли 11 место в рейтинге «самых лучших перекрашенных персонажей компьютерных игр» сайта GamePro в 2009 году[4].
4. Китана вошла в список «25 самых сексуальных (и смертоносных) цыпочек ниндзя-убийц» по версии UGO.com[5].
5. В битве «битве красавиц: борьба самых сексуальных женских игровых персонажей» 2011 года в качестве лучших ниндзя Китана была выставлена против Таки из серии файтингов Soulcalibur, но произошла ничья. Журналисты описали Китану настолько же опасной, насколько красивой[6].
6. Гело Гонсалес из FHM определил Китану на 9 место в рейтинге самых сексуальных ниндзя-красоток в играх, сравнив её с филиппинской актрисой Еулой Вальдес[7].
7. К. Тор Дженсен, критик с сайта UGO.com, назвал «грудастых сестёр-ниндзя Китану и Милену» в качестве фронтальных персонажей франшизы Mortal Kombat[8].
8. Майк Фэйхи из Kotaku критикует изображение Китаны в трейлере Mortal Kombat Vita из-за плохо сшитого костюма женщины-ниндзя[9].